# Verbindungssystem für elektrische Leitungen
Das Verbindungssystem für elektrische Leitungen (englisch Electrical wiring interconnect system, EWIS) ist ein Begriff aus der Luftfahrtindustrie. Er bezeichnet das komplexe Elektronik- und Verdrahtungssystem von Luftfahrzeugen. Das System wurde ursprünglich als englisch Electrical Interconnection System (EIS) bezeichnet, wechselte dann aber zu EWIS, um den Fokus auf die tatsächlichen Kabel und die Verkabelung der Systeme im gesamten Flugzeug zu betonen.